# 卡萨佩
卡萨佩（義大利語：Casape）是意大利拉齐奥大区罗马首都广域市的一个市镇，面积5.3平方公里，人口781人（2004年）。
它与卡普拉尼卡普雷内斯蒂纳、波利、圣格雷戈里奥-达萨索拉毗邻。